# Xinyu
Xinyu is een stadsprefectuur in het westen van de zuidelijke provincie Jiangxi, Volksrepubliek China.